# En commun
En commun (abgekürzt EC) ist eine politische Partei in Frankreich, die im April 2020 von Barbara Pompili, Hugues Renson und Jacques Maire gegründet wurde. Die Gründer waren Mitglieder der Parlamentsfraktion von La République en marche. Sie ist Teil der präsidialen Mehrheit von Emmanuel Macron.

## Geschichte
Im Mai 2020 wurde En commun von 46 Abgeordneten der Mehrheitsfraktion gegründet. Zunächst war En commun nur eine Strömung in der Parlamentsfraktion von La République en marche, doch ab Oktober 2020 wurde sie als politische Partei strukturiert, da man davon ausging, dass sie ihren Platz im Aufbau eines „gemeinsamen Hauses“ einnehmen würde, das Präsident Emmanuel Macron im Rahmen der Vorbereitung der Präsidentschaftswahl und der Aussicht auf eine Erweiterung seiner Mehrheit gefordert hatte.
Schon vor längerer Zeit hatte François Bayrou, Vorsitzender der MoDem, vorgeschlagen, die Parteien der Mitte und der rechten Mitte in einem „gemeinsamen Haus“ zu vereinen. Im Herbst 2021 schloss sich ihm Richard Ferrand, damals Präsident der französischen Nationalversammlung, an, um die Bewegung Ensemble citoyens ins Leben zu rufen, die sich aus mehreren politischen Gruppierungen zusammensetzt, darunter En commun,.
Die Partei weigert sich, mit der Partei Renaissance zu fusionieren. Sie stellt keine Minister in der Regierung und ist somit ohne größeren politischen Einfluss.

## Politische Positionen
En commun bezeichnet sich selbst als den linken, ökologischen und sozialen Flügel der Mehrheit des Präsidenten.  hat aber wenig Einfluss auf dessen Politik.
Seine Mitglieder veröffentlichten im Herbst 2021 ein Papier, das in das Präsidentschaftsprogramm 2022 einfließen sollte und Vorschläge mit eher linken Positionen enthielt, das jedoch in der Kampagne unbeachtet blieb.
Der Parteivorsitzende Philippe Hardouin ist der Ansicht, dass es keine Debatte über die politische Linie gegeben habe: „Das Programm kam direkt aus dem Élysée-Palast und wir haben uns daran ausgerichtet“, während er einräumt, dass seine Strömung innerhalb der Mehrheitsfraktion „extrem minoritär“ sei.

## Die Wahlergebnisse

### Präsidentschaftswahlen
| Wahljahr | Kandidat                          | 1. Wahlgang                       | 1. Wahlgang                       | 1. Wahlgang                       | 2. Wahlgang                       | 2. Wahlgang                       | 2. Wahlgang                       |
| Wahljahr | Kandidat                          | Stimmen                           | %                                 | Rang                              | stimmen                           | %                                 | Rang                              |
| -------- | --------------------------------- | --------------------------------- | --------------------------------- | --------------------------------- | --------------------------------- | --------------------------------- | --------------------------------- |
| 2022     | Unterstützung für Emmanuel Macron | Unterstützung für Emmanuel Macron | Unterstützung für Emmanuel Macron | Unterstützung für Emmanuel Macron | Unterstützung für Emmanuel Macron | Unterstützung für Emmanuel Macron | Unterstützung für Emmanuel Macron |

### Parlamentswahlen
| Wahljahr | 1. Wahlgang       | 1. Wahlgang       | Rang              | Sitze | Regierung |
| Wahljahr | Stimmen           | %                 | Rang              | Sitze | Regierung |
| -------- | ----------------- | ----------------- | ----------------- | ----- | --------- |
| 2022     | Teil von Ensemble | Teil von Ensemble | Teil von Ensemble | 4/577 | Borne     |

## Von der Partei besetzte Posten

### Regierung
- Kabinett Castex (2020–2022) :
  - Barbara Pompili, Umweltministerin

### In der Nationalversammlung
- Legislaturperiode 2017–2022

En Commun verfügte während der XV. Legislaturperiode über folgende Abgeordnete in der Nationalversammlung.
| Abgeordnete/r             | Wahlkreis                                          | Fraktion |
| ------------------------- | -------------------------------------------------- | -------- |
| Didier Baichere           | Yvelines I                                         | LREM     |
| Yves Blein                | Rhône XIV                                          | LREM     |
| Philippe Chalumeau        | Indre-et-Loire I                                   | LREM     |
| Mireille Clapot           | Drôme I                                            | LREM     |
| Cécile Delpirou           | Somme II                                           | LREM     |
| Coralie Dubost            | Hérault III                                        | LREM     |
| Stella Dupont             | Maine-et-Loire II                                  | LREM     |
| Anissa Khedher            | Rhône VII                                          | LREM     |
| Marion Lenne              | Haute-Savoie V                                     | LREM     |
| Jacques Maire             | Hauts-de-Seine VIII                                | LREM     |
| Jean François Mbaye       | Val-de-Marne II                                    | LREM     |
| Sandrine Mörch            | Haute-Garonne IX                                   | LREM     |
| Cécile Muschotti          | Var II                                             | LREM     |
| Catherine Osson           | Nord VIII                                          | LREM     |
| Živka Park                | Val-d'Oise IX                                      | LREM     |
| Bénédicte Pételle         | Hauts-de-Seine II (seit 2019)                      | LREM     |
| Michèle Peyron            | Seine-et-Marne IX                                  | LREM     |
| Damien Picherau           | Sarthe I                                           | LREM     |
| Barbara Pompili           | Somme II (bis zur Ernennung für ein Regierungsamt) | LREM     |
| Hugues Renson             | Paris XIII                                         | LREM     |
| Cécile Rilhac             | Val-d'Oise III                                     | LREM     |
| Nathalie Sarles           | Loire V                                            | LREM     |
| Liliana Tanguy            | Finistère VII                                      | LREM     |
| Élisabeth Toutut-Picard   | Haute-Garonne VII                                  | LREM     |
| Nicole Trisse             | Moselle V                                          | LREM     |
| Marie Tamarelle-Verhaeghe | Eure III                                           | LREM     |
| Souad Zitoni              | Vaucluse I                                         | LREM     |

- Legislaturperiode 2022–2027

En Commun verfügt in der 16. Legislaturperiode über 4 Abgeordnete in der Nationalversammlung
| Abgeordnete/r   | Wahlkreis         | Fraktion |
| --------------- | ----------------- | -------- |
| Mireille Clapot | Drôme I           | RE       |
| Stella Dupont   | Maine-et-Loire II | RE       |
| Barbara Pompili | Somme II          | RE       |
| Cécile Rilhac   | Val-d'Oise III    | RE       |